# Kumpula
Kumpula (Zweeds: Gumtäkt) is het 24e stadsdeel van Helsinki, met aangrenzende wijken Pasila, Vallila, Käpylä, Toukola, Koskela en Vanhakaupunki. Kumpula heeft ongeveer 4.300 inwoners. Kumpula werd in 1906 aan Helsinki toegevoegd en wordt sinds 1959 als stadsdeel erkend.